# Ngurungor
Ngurungor est une île de l'État de Peleliu aux Palaos.

## Toponymie
L'île est aussi appelée Ngorungol Island, Ngorungor et Ngadpiseg.

## Géographie
L'île culmine à 25 mètres au dessus du niveau de la mer.
Elle est entourée d'une mangrove qui la relie à Peleliu.

## Sources
- (ceb) Cet article est partiellement ou en totalité issu de l’article de Wikipédia en cebuano intitulé « Ngurungor » (voir la liste des auteurs).